# Aubry Le Cornu
Pour les articles homonymes, voir Aubry et Le Cornu.
Aubry Le Cornu, mort  le 20 septembre 1243 / 1244 au château de Prémery en Nivernais, est un prélat français du XIIIe siècle, évêque de Chartres.

## Biographie
Il est fils de Gautier, chevalier de la maison de Cornut en Picardie, et est neveu de Gauthier Le Cornu et de Gilles Le Cornu, et le frère de Robert, archevêques de Sens.
Aubry Le Cornu est professeur de droit civil et canonique à Paris, conseiller du roi, chanoine de Sens, Chartres et Paris et doyen de la basilique Saint-Martin de Tours. Il est fait évêque de Chartres en 1236. Il autorise l'érection en paroisse de la chapelle du château de Mantes et contribue par ses soins et ses libéralités à la fondation de l'église paroissiale du Perray. En 1240, il acquit la mairie[réf. nécessaire] de  Berchères-les-Pierres et la donne à l'abbaye Notre-Dame de Josaphat.